# Zuheros
Zuheros è un comune spagnolo di 852 abitanti situato nella comunità autonoma dell'Andalusia.